# وزنه‌برداری در المپیک تابستانی ۲۰۲۴ – ۸۱ کیلوگرم زنان
وزنه‌برداری ۸۱ کیلوگرم مردان (انگلیسی: Weightlifting at the 2024 Summer Olympics – Women's 81 kg) یکی از رویدادهای برگزار شده در المپیک تابستانی ۲۰۲۴ بود که ۱۰ اوت ۲۰۲۴ در نمایشگاه پورت دو ورسای پاریس برگزار شد.

 یکتا جمالی، وزنه‌بردار ایرانی نیز در این دسته حضور داشت. او بخشی از تیم پناهندگان المپیک بود و در پایان در جایگاه نهم ایستاد و از کسب مدال بازماند.

## رکوردها
پیش از این رقابت، رکوردهای جهانی و المپیک موجود به شرح زیر بود.
| رکورد جهانی  | یک ضرب | استاندارد جهانی     | ۱۲۷ کیلوگرم | —         | ۱ نوامبر ۲۰۱۸  |  |
| رکورد جهانی  | دو ضرب | لیانگ شیائومی (CHN) | ۱۶۱ کیلوگرم | دوحه, قطر | ۱۲ دسامبر ۲۰۲۳ |  |
| رکورد جهانی  | مجموع  | لیانگ شیائومی (CHN) | ۲۸۴ کیلوگرم | دوحه, قطر | ۱۲ دسامبر ۲۰۲۳ |  |
|              |        |                     |             |           |                |  |
| رکورد المپیک | یک ضرب | استاندارد المپیک    | ۱۲۲ کیلوگرم | —         |                |  |
| رکورد المپیک | دو ضرب | استاندارد المپیک    | ۱۵۰ کیلوگرم | —         |                |  |
| رکورد المپیک | مجموع  | استاندارد المپیک    | ۲۶۷ کیلوگرم | —         |                |  |

در این دوره از بازی‌‌ها، رکوردهای زیر شکسته شد.
| دسته  | ورزشکار              | رکورد جدید | گونه |
| ----- | -------------------- | ---------- | ---- |
| دوضرب | ساره احمد (EGY)      | ۱۵۱ ک‌گ     | ر.ک  |
| دوضرب | سولفرید کواندا (NOR) | ۱۵۴ ک‌گ     | ر.ک  |
| مجموع | سولفرید کواندا (NOR) | ۲۷۵ ک‌گ     | ر.ک  |

## نتایج
| رتبه | ورزشکار                 | کشور                 | یک‌ضرب (ک‌گ) | یک‌ضرب (ک‌گ) | یک‌ضرب (ک‌گ) | یک‌ضرب (ک‌گ) | دوضرب (ک‌گ) | دوضرب (ک‌گ) | دوضرب (ک‌گ) | دوضرب (ک‌گ) | کل      |
| رتبه | ورزشکار                 | کشور                 | ۱          | ۲          | ۳          | نتیجه      | ۱          | ۲          | ۳          | نتیجه      | کل      |
| ---- | ----------------------- | -------------------- | ---------- | ---------- | ---------- | ---------- | ---------- | ---------- | ---------- | ---------- | ------- |
| 1    | سولفرید کواندا          | نروژ                 | ۱۱۷        | ۱۲۱        | ۱۲۴        | ۱۲۱        | ۱۴۸        | ۱۵۴        | ۱۶۲        | ۱۵۴ ر.ک    | ۲۷۵ ر.ک |
| 2    | ساره احمد               | مصر                  | ۱۱۳        | ۱۱۷        | ۱۱۹        | ۱۱۷        | ۱۴۶        | ۱۵۱        | ۱۵۵        | ۱۵۱        | ۲۶۸     |
| 3    | نیسی دایومس             | اکوادور              | ۱۱۸        | ۱۱۸        | ۱۲۲        | ۱۲۲        | ۱۴۵        | ۱۴۵        | ۱۵۱        | ۱۴۵        | ۲۶۷     |
| ۴    | آیلین کیکاماتانا        | استرالیا             | ۱۱۳        | ۱۱۷        | ۱۲۰        | ۱۱۷        | ۱۴۵        | ۱۴۹        | ۱۴۹        | ۱۴۵        | ۲۶۲     |
| ۵    | یودلینا مجیا            | جمهوری دومینیکن      | ۱۱۱        | ۱۱۱        | ۱۱۵        | ۱۱۱        | ۱۴۵        | ۱۵۰        | ۱۵۷        | ۱۴۵        | ۲۵۶     |
| ۶    | کیم سو-هیون             | کره جنوبی            | ۱۱۰        | ۱۱۰        | ۱۱۳        | ۱۱۰        | ۱۴۰        | ۱۴۷        | ۱۴۷        | ۱۴۰        | ۲۵۰     |
| ۷    | لائورا آمارو            | برزیل                | ۱۰۵        | ۱۱۰        | ۱۱۰        | ۱۰۵        | ۱۳۰        | ۱۳۵        | ۱۴۰        | ۱۳۵        | ۲۴۰     |
| ۸    | ریگینا آداشبائوا        | ازبکستان             | ۱۰۰        | ۱۰۳        | ۱۰۵        | ۱۰۵        | ۱۲۵        | ۱۳۱        | ۱۳۶        | ۱۳۱        | ۲۳۶     |
| ۹    | یکتا جمالی              | تیم پناهندگان المپیک | ۹۵         | ۹۹         | ۱۰۳        | ۱۰۳        | ۱۲۴        | ۱۲۸        | ۱۳۳        | ۱۲۸        | ۲۳۱     |
| ۱۰   | مونخجانتسانگین آنختستسگ | مغولستان             | ۱۰۰        | ۱۰۶        | ۱۰۸        | ۱۰۰        | ۱۲۰        | ۱۲۵        | —          | ۱۲۵        | ۲۲۵     |
| ۱۱   | آجا پاتریچارد-لولو      | وانواتو              | ۸۵         | ۸۹         | ۹۲         | ۸۹         | ۱۰۳        | ۱۰۸        | ۱۱۲        | ۱۰۸        | ۱۹۷     |
| —    | آیامائی مدینا           | کوبا                 | ۹۶         | ۱۰۰        | ۱۰۳        | ۱۰۰        | ۱۲۰        | ۱۲۰        | —          | —          | DNF     |
| —    | ورونیکا زیلینسکا        | لهستان               | ۱۰۶        | ۱۰۶        | ۱۰۷        | —          | —          | —          | —          | —          | DNF     |